# Pantaleo Corvino
Pantaleo Oronzo Corvino (Vernole, 12 dicembre 1949) è un dirigente sportivo italiano, responsabile dell'area tecnica del Lecce.

## Carriera

### Primi anni
Figlio di un muratore, è nato il 12 dicembre 1949 a Vernole, comune della provincia di Lecce. Abbandona la carriera da calciatore all'età di 15 anni in seguito alla malattia del padre e diventa sottufficiale dell'Aeronautica Militare, 38º Corso Normale A.S.
Sposato dal 1975, ha tre figli.

### Casarano
Lasciata l'aeronautica all'età di 39 anni, dopo una lunga gavetta come direttore sportivo di Vernole (Terza Categoria) e dell' U.S. Lorenzo Mariano Scorrano (Promozione), nel 1987 debutta nel calcio professionistico come direttore sportivo del Casarano (Serie C1). Nei dieci anni con il club del basso Salento, lancia talenti come Miccoli, Francioso, Orlandoni e Passoni, scartando però Cassano. Nella stagione 1990-1991 il Casarano si piazza al terzo posto in classifica a soli 3 punti dal Palermo promosso in Serie B. Nel 1996-1997 vince il Campionato nazionale Dante Berretti.

### Lecce
Il 28 aprile 1998 viene ingaggiato dal Lecce, subentrando al dimissionario Sergio Vignoni. Nella sua prima stagione con i giallorossi conquista subito la promozione in massima serie, mentre nelle tre stagioni successive disputa la Serie A. Dopo essere retrocesso nel 2001-2002, il Lecce sotto la sua gestione ritorna, un anno dopo, in A nel 2002-2003. Dopo altre due stagioni consecutive in massima serie, entrambe condite dalla salvezza, rescinde il contratto che lo legava ai giallorossi dopo sette anni di permanenza.
Nel capoluogo salentino si segnala come abile talent scout, portando alla ribalta nazionale e internazionale giovani cresciuti nel vivaio del club giallorosso (la cui Primavera, allenata da Rizzo, vince, tra il 2003 e il 2005, due scudetti, due Coppe Italia e una Supercoppa) e calciatori acquistati da campionati di altre nazioni oppure in attesa di un rilancio nazionale dopo un periodo negativo. È proprio Corvino a "scoprire" Valeri Božinov, Ernesto Chevantón, Mirko Vučinić, Cristian Ledesma e Axel Konan. 
Nel giugno 2000 il direttore sportivo salentino riesce quasi a portare a Lecce l'attaccante bulgaro Berbatov. A detta dello stesso Corvino il giocatore si era già sottoposto alle visite mediche, ma al momento della firma sul contratto l'affare sfumò, probabilmente per una richiesta al rialzo del calciatore.

### Fiorentina

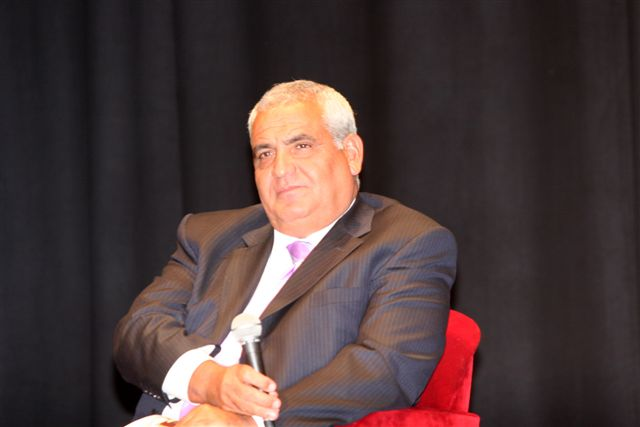
Pantaleo Corvino durante il Corvino-show del 10 luglio 2010

Nell'estate del 2005, dopo sette stagioni come direttore sportivo del Lecce, va a ricoprire la stessa funzione per la Fiorentina. Negli anni con la squadra toscana raggiunge per tre volte il quarto posto in campionato, una semifinale di Coppa UEFA, una semifinale di Coppa Italia e un ottavo di finale di UEFA Champions League. Tra gli acquisti compiuti in questi anni si segnalano quelli di Frey, Gamberini, Montolivo, Toni, Mutu, Gilardino, Felipe Melo, Vargas, Jovetic, Cerci, Vieri, D'Agostino, Marchionni e Behrami, oltre a molti altri giovani promettenti del panorama europeo come Kuzmanovic, Osvaldo, Ljajic e Nastasic.
Il 18 marzo 2012 la società viola, tramite il proprio sito ufficiale, annuncia che il contratto tra la Fiorentina e Corvino, in scadenza il 30 giugno, non verrà rinnovato.

### Bologna
Il 22 dicembre 2014 viene ufficializzato il suo passaggio, in veste di direttore sportivo, al Bologna, in Serie B. Nella sessione di mercato di gennaio Corvino, grazie ai fondi stanziati dalla nuova società per raggiungere la Serie A, acquista dall'Inter Mbaye e dalla Sampdoria da Costa, Gastaldello, Krstičić e Sansone. Per l'attacco, nel gennaio 2015 il ds ingaggia il capocannoniere della Serie B 2013-2014 Matteo Mancosu, già autore di 10 centri nella stagione in corso con il Trapani. Il 9 giugno seguente il Bologna ottiene la promozione in Serie A dopo il doppio confronto con il Pescara nella finale dei play-off.
Il 23 maggio 2016 Corvino rescinde consensualmente il contratto che lo legava al club emiliano.

### Ritorno alla Fiorentina
Il 30 maggio 2016 diventa il nuovo direttore generale dell'area tecnica della Fiorentina, facendo così ritorno nelle file del club viola dopo 4 anni. Il 18 agosto 2017 prolunga il proprio contratto fino al 2020. Si segnala per l'acquisto di Dusan Vlahovic per 1,5 milioni di euro, poi rivenduto dai viola per oltre 80 milioni.
In seguito al cambio di proprietà, con l'acquisto della società viola da parte di Rocco Commisso, l'11 giugno 2019 è interrotto il rapporto di lavoro fra le parti.

### Ritorno al Lecce
Il 7 agosto 2020 viene nominato responsabile dell'area tecnica del Lecce e torna così nei quadri dirigenziali della squadra salentina dopo quindici anni. Nel 2021-2022 il Lecce ottiene la promozione in Serie A vincendo il campionato cadetto, mentre l'anno successivo la prima squadra consegue la salvezza in massima serie e la Primavera si aggiudica per la terza volta lo scudetto. Nella stagione 2022-2023 il Lecce ottiene la salvezza alla penultima giornata contro il Monza.
Il 30 ottobre 2023 gli viene conferita la cittadinanza onoraria di Lecce per i meriti sportivi conseguiti e il prestigio conferito alla città. Al termine della stagione seguente, culminata con un’altra salvezza, l’allenatore Luca Gotti gli salva la vita da un incendio in un albergo di Vittorio Veneto dove i due si trovano per un evento.
Nel corso della sua nuova esperienza a Lecce si conferma scopritore di talenti come Morten Hjulmand, Patrick Dorgu, Marin Pongracic e Valentin Gendrey le cui cessioni hanno portato nelle casse del club oltre 70 milioni di euro a fronte di un investimento iniziale di circa 5 milioni. Inoltre, scopre il calciatore montenegrino Nikola Krstović.